# Z Velorum
Z Velorum är en pulserande variabel av Mira Ceti-typ (M) i stjärnbilden Seglet.
Stjärnan varierar mellan visuell magnitud +7,8 och 14,8 med en period av 417 dygn.